# Tóth Kálmán (költő)
Tóth Albert Kálmán (Baja, 1831. március 30. – Budapest, 1881. február 3.) magyar költő, dráma- és újságíró, politikus, az MTA levelező, a Kisfaludy Társaság rendes tagja. Majthényi Flóra költő férje, akitől később elvált, Tóth Béla újságíró, filológus apja.

## Élete

### Korai évek
1831-ben született az akkoriban Bács-Bodrog vármegye területéhez tartozó Baja városában. Apja Tóth György, a város vidékét is birtokló Grassalkovich család uradalmi számtartója, édesanyja Nichszty (Nigszthy/Nixty) Teréz volt. A későbbi költő szeretettel emlékezett vissza gyermekkorára.
Középfokú tanulmányait a bajai városi gimnáziumban (ma III. Béla Gimnázium) végezte, majd rövid ideig a Pannonhalmi Bencés Főapátságban volt papnövendék. Pannonhalmáról egy év után betegsége miatt haza kényszerült térni szülővárosába. Felgyógyulása után Pécsett jogot tanult, de nem lépett ügyvédi pályára. Ifjúkorában az ókori klasszikusok közül leginkább Ovidiusért, a kortárs magyarok közül pedig Vörösmarty Mihályért és Kisfaludy Károlyért rajongott.
Költői pályafutása kezdetén egy Pécsett kiadott emlékkönyvbe, valamint az Életképekbe írt álnéven. 1848-ban Baján nemzetőrtoborzó felhívás jelent meg, s a költő csatlakozott a forradalomhoz, így a fővárosba került, ahol a Ludoviceum növendéke lett. Tanárai között többek közt jelen volt Vasvári Pál is. Kiképzése után, a szabadságharc vége felé Perczel Mór seregébe jutott, jobbára hivatali munkát végzett. 1849 végén visszatért Bajára. Az 1849-es bukás miatti elkeseredését Ki volt nagyobb című versében fejezte ki.

### Költői pályáján

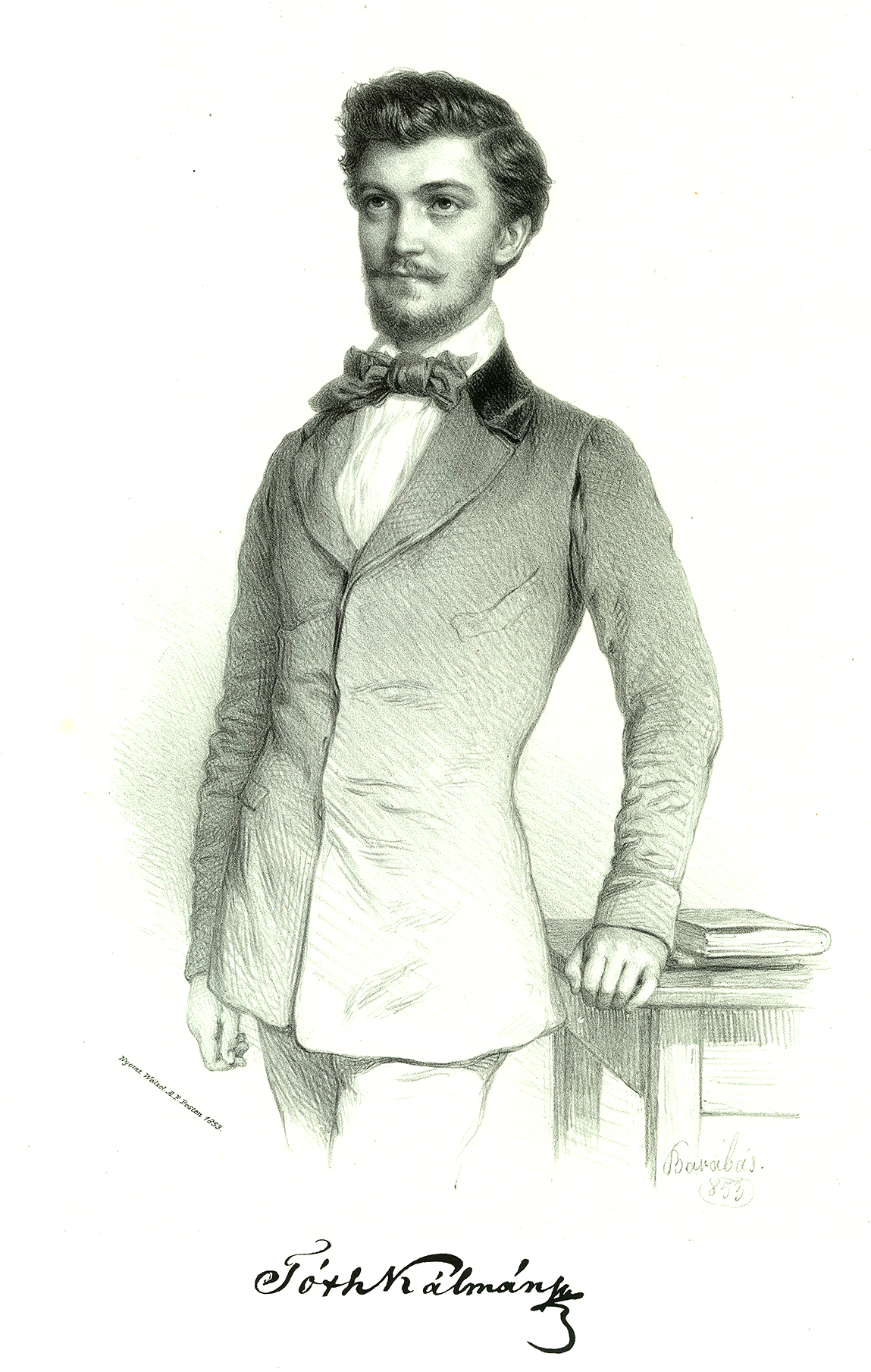
Barabás Miklós litográfiája (1853)

Élete szabadságharc utáni szakaszában számos szerelmes verset írt; a megszólítottak életének különböző korszakából származó szerelmei lettek. Múzsáját és fiatalkori szerelmét Ninának hívták, azonban a szintén bajai származású hölgy férjhez ment és rövidesen meghalt. Később Tóth az ő alakját próbálta meg másokban felfedezni: második szerelme Irén, a harmadik a különös rajongásnak örvendő Erzsébet, majd az utolsó Matild volt. A négy asszony közül csak az elsőt tisztelte valódi nevén, a többieket álnéven említi.
1851-től Pesten lakott, munkára talált a Nagy Ignác vezette Hölgyfutárnál. Napi rovatokat vezetett, 1853-tól a lap segédszerkesztője, 1856-61-ig felelős szerkesztője volt.
Nagy Ignác kiadta költeményei kötetét. Ezzel párhuzamosan az iránta érzett elismerés is növekedett, mások mellett Deák Ferenc is elismerően szólt róla. Erkölcsi és anyagi sikere tovább  növelte alkotói kedvét.
1860-ban alapította a Bolond Miska című élclapot, 1864-ben a Fővárosi Lapokat, melynek három évig főszerkesztője volt, majd Vadnai Károly barátjának adta át, de haláláig a lap tulajdonosa maradt.
Az Egy királyné című darabjával megnyerte az Akadémia 100 aranyos pályadíját Szigligetivel szemben. Több darabját a Nemzeti Színház is bemutatta. Legnépszerűbb és legtovább játszották két vígjátékát: A király házasodik (1863) és a Nők az alkotmányban (1871) című darabokat.
1861-ben az akadémia (MTA) és a Kisfaludy Társaság is tagjává választotta, előbbit a sajtóvétségi börtönbüntetése miatt csak 1863-ban – újraválasztásakor – kapta meg.

### Politikai munkássága
1865-ben megválasztották Baja országgyűlési képviselőjének, mely pozícióját négy ciklus erejéig meg tudta őrizni. Legfontosabb politikai sikerei közé tartozott, hogy városának törvényhatósági jogot (1873) harcolt ki, és megalapíttatta az Eötvös József Főiskola elődjét. Javasolta, hogy Baját csatlakoztassák a vasúthálózathoz. Mindezek ellenére az 1878-as választásokon nem járt sikerrel, megbukott. Az országgyűlésben Deák-párti, majd a balközépi, később a szabadelvűpárti képviselő volt. Kiváló szónok.
A hírlap-bélyeg eltörlésére az indítványára került sor. 

### Utolsó évei
1856-ban vette feleségül Majthényi Flóra költőnőt, később (1868-ban) elválták. Gyermeküket – Tóth Bélát – Kálmán nevelte. Nagyon büszke volt fiára.
1879. október 13-án szélütés érte, jobb felére megbénult. Betegségében Majthényi Flóra ápolta.

## Művei

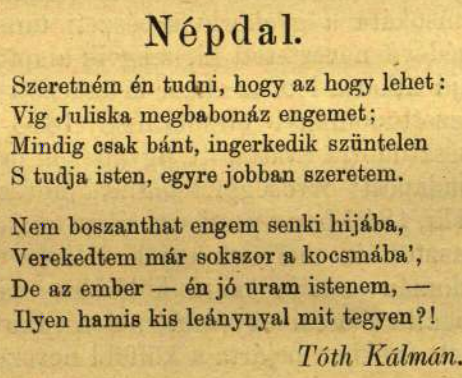
Népdal című verse (1878)

- Kinizsi Pál. Népies hősköltemény; Bucsánszky, Pest, 1853
- Szerelmi vadrózsák, 1-2.; Beimel és Kozma Ny., Pest, 1853–1854
- Tóth Kálmán költeményei; kiad. Nagy Ignác; Beimel-Kozma Ny., Pest, 1854
- 100 új költemény; Burger Zsigmond, Szeged, 1856
- Egy királyné (színdarab) 1859
- Tóth Kálmán összes költeményei; Heckenast, Pest, 1860
- Kipfelhauser költeményei; Emich Ny., Pest, 1861
- Bolond Miska költeményei, 1866; Emich, Pest, 1866
- Tóth Kálmán újabb költeményei; Gyurian-Deutsch, Pest, 1868
- 100 új költemény; Burger Zsigmond, Szeged, 1856
- A nők az alkotmányban. Vígjáték; Pfeifer, Bp., 1871 (A Nemzeti Színház könyvtára)
- Huszonöt év után. Tóth Kálmán összes válogatott költeményei, 1-2.; Kocsi Ny., Pest, 1872
- Az ördög párnája. Énekes népszínmű; Pfeifer, Bp., 1875 (A Népszínház könyvtára)
- Irka-firkák. Elbeszélések, emlékjegyzetek, novellák, jellemvázlatok s több efélék; Aigner, Bp., 1877 (Magyar könyvesház)
- Tóth Kálmán összegyüjtött költeményei; Ráth, Bp., 1878 (A magyar nemzet jutányos családi könyvtára)
- Téli regék; Krausz, Veszprém, 1880
- A király házasodik. Vígjáték; Lampel, Bp., 1898 (Magyar könyvtár)
- Tóth Kálmán válogatott költeményei; bev. Endrődi Sándor; Lampel, Bp., 1902 (Remekírók képes könyvtára)